# Hamish Robert Haynes
Hamish Robert Haynes (* 5. März 1974 in Stalybridge) ist ein ehemaliger britischer Radrennfahrer.
Hamish Robert Haynes gewann 2005 den Ereprijs Victor De Bruyne und später eine Etappe der Ungarn-Rundfahrt. Bei dem kleinen Eintagesrennen De Drie Zustersteden wurde er Zweiter. 2006 gewann er das Straßenrennen um die britische Meisterschaft. In den anschließenden Jahren bestritt er hauptsächlich Kriterien in Belgien.

## Palmarès
2006
- Britischer Meister – Straßenrennen

## Teams
- 2003 Maestro-Nella
- 2004 Cyclingnews.com-Down Under
- 2005 Cyclingnews.com
- 2006 Jartazi-7Mobile
- 2007 DFL-Cyclingnews-Litespeed
- 2011 Colba-Mercury
- 2012 Colba-Superano Ham